# Hans van Steenwinckel den yngre

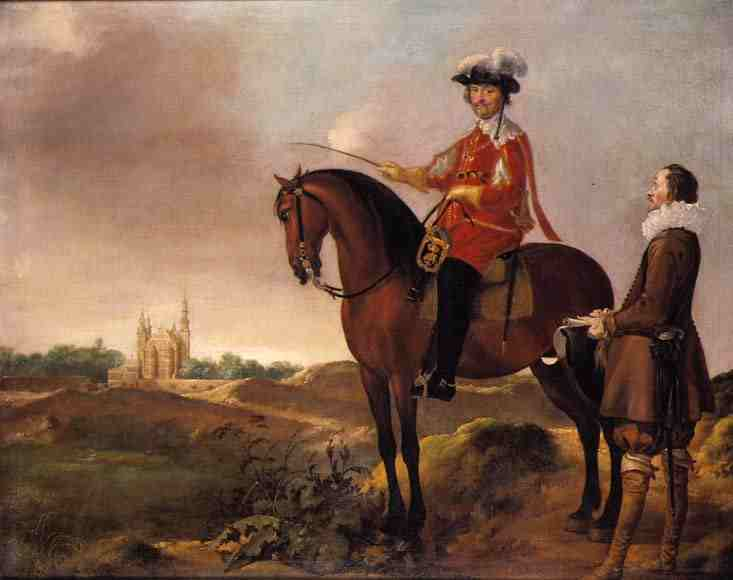
Målning med Kristian IV till häst och Hans van Steenwinckel den yngre vid hans sida.

Hans van Steenwinckel, född den 24 juni 1587 i Köpenhamn, död den 6 augusti 1639, var en dansk arkitekt, son till Hans van Steenwinckel den äldre, far till Hans van Steenwinckel den yngste.
Hans van Steenwinckel var faderns lärjunge och från 1619 kunglig byggmästare. Han var även målare och bildhuggare. Bland hans byggnadsarbeten må nämnas Börsen och Trinitatiskyrkan i Köpenhamn samt troligen Jens Bangs stenhus i Ålborg.